# Rio Carajá
Rio Carajá är ett vattendrag i Brasilien.   Det ligger i delstaten Paraná, i den södra delen av landet, 1 100 km sydväst om huvudstaden Brasília.
Trakten runt Rio Carajá består till största delen av jordbruksmark. Runt Rio Carajá är det glesbefolkat, med 20 invånare per kvadratkilometer.